# Робинс (Калифорнија)
Робинс (енгл. Robbins) насељено је место без административног статуса у америчкој савезној држави Калифорнија.

## Демографија
По попису из 2010. године број становника је 323.
| Група             | 2000.    | 2010.       |
| Белци             | 0 (0,0%) | 123 (38,1%) |
| Афроамериканци    | 0 (0,0%) | 0 (0,0%)    |
| Азијати           | 0 (0,0%) | 5 (1,5%)    |
| Хиспаноамериканци | 0 (0,0%) | 181 (56,0%) |
| Укупно            | 0        | 323         |